# Marcin Brosz
Marcin Brosz (ur. 11 kwietnia 1973 w Knurowie) – polski piłkarz, grający na pozycji pomocnika, trener piłki nożnej. Znany z występów głównie w Górniku Zabrze. Jako trener prowadził zespoły m.in. Polonii Bytom, Koszarawy Żywiec, Podbeskidzia, Odry Wodzisław, Piasta Gliwice, Korony Kielce, Górnika Zabrze i Bruk Bet Termalica Nieciecza Od 19 stycznia 2022 do 5 września 2023 Marcin Brosz był selekcjonerem reprezentacji Polski do lat 19. Od 19 marca 2024 trener Bruk Bet Termalica Nieciecza.

## Sukcesy

### Klubowe
- Ekstraklasa:
  - 2017–2018: 4. miejsce w Ekstraklasie i awans do eliminacji do Ligi Europy z Górnikiem Zabrze (ponieważ Puchar Polski zdobyła drużyna z TOP3)

- I liga:
  - 2024-2025:  Wicemistrzostwo I Ligi i awans do Ekstraklasy z Bruk Bet Termalica Nieciecza
  - 2011–2012: Mistrzostwo I Ligi i awans do Ekstraklasy z Piastem Gliwice
  - 2016–2017: Wicemistrzostwo I Ligi i awans do Ekstraklasy z Górnikiem Zabrze  2018-2019: Awans z Górnikiem Zabrze do ligi Europy

- III liga (obecnie II liga)
  - 2005–2006: Wicemistrzostwo III ligi i awans do II ligi z Polonią Bytom (jako grający trener, innym trenerem był Grzegorz Kapica)

- IV liga (obecnie III liga):
  - 2006–2007: Mistrzostwo IV ligi i awans do III ligi z Koszarawą Żywiec

### Indywidualne
- Najlepszy trener sezonu 2007/2008 województwa śląskiego według Gazety Wyborczej[1]